# زكي الصراف
زكي الصرّاف (1347 - 1417 هـ / 1928 - 1996 م) هو صحفي وشاعر عراقي.
هو زكي عبد الحسين بن مهدي الأسدي - الشهير بالصرّاف. ولد في كربلاء. تخرج في جامعة بغداد (كلية الاداب). قضى حياته العملية بين بغداد ولندن. كان يتقن اللغة الفارسية. توفي بلندن.
من آثاره عدة كتب، تبقى مخطوطة، وله ديوان: «ليالي الشباب» - مطبعة الأهرام - بغداد 1956.
كما صدر كتاب في لندن بعنوان «زكي الصراف - الأعمال الشعرية» في عام 1998، جمعت فيه اغلب الأعمال الشعرية للكاتب. وقامت باصدار الكتاب زوجة الراحل صديقة الصراف تخليداً لذكراه، واشتملت «الأعمال الشعرية» على:
- ليالي الشباب: وقد نشرت وحدها أول مرة في الخمسينات.
- عبث الصبا.
- صدى الصمت.
- في رحاب الحب.
- تراتيل على شاطئ الانتظار.[3]